# Wehrmachthelferin

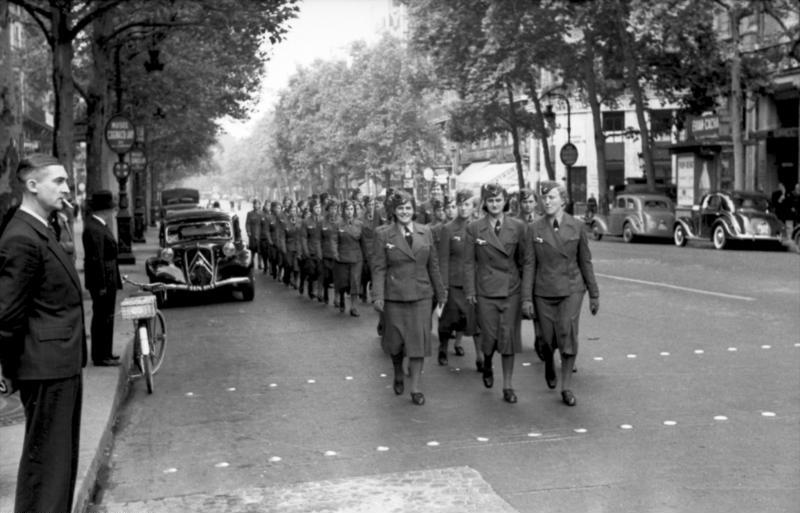
Wehrmachthelferinnen en el París ocupado, 1940.

Wehrmachthelferin era el nombre de las niñas y mujeres jóvenes que sirvieron durante la Segunda Guerra Mundial con la Wehrmacht alemana como auxiliares.

## Historia
Al principio, las mujeres en la Alemania nazi no participaban en la Wehrmacht, ya que Hitler se oponía ideológicamente al reclutamiento de mujeres, afirmando que Alemania "no formaría ninguna sección de mujeres lanzadoras de granadas ni ningún cuerpo de mujeres francotiradoras de élite". Sin embargo, como muchos hombres iban al frente, las mujeres fueron colocadas en puestos auxiliares dentro de la Wehrmacht, llamadas Wehrmachtshelferinnen (traducido como ayudantes femeninas de la Wehrmacht), participando en tareas como:
- Operadoras de telefonía, telégrafo y transmisión,
- Administrativas, mecanógrafas y mensajeras,
- Operadoras de equipos de escucha, en defensa antiaérea, operadoras de proyectores para defensa antiaérea, empleadas de servicios de meteorología y personal auxiliar de defensa civil.
- Enfermeras voluntarias en el servicio de salud militar (similar al papel de las mujeres que trabajan con la Cruz Roja Alemana u otras organizaciones voluntarias).

Fueron colocadas bajo la misma autoridad que los Hiwis, personal auxiliar del ejército (en alemán: Behelfspersonal) y fueron asignados a funciones dentro del Reich y, en menor medida, en los territorios ocupados, por ejemplo en el Gobierno General de la Polonia ocupada, en Francia, y más tarde en Yugoslavia, en Grecia y en Rumania.
En 1945, 500.000 mujeres servían como Wehrmachtshelferinnen, la mitad de las cuales eran voluntarias, mientras que la otra mitad realizaba servicios obligatorios relacionados con el esfuerzo de guerra (Kriegshilfsdienst).

## En el cine
- Blitzmädels an die Front, dirigida por Werner Klingler en 1958.